# Cantó de Bourges-5
El cantó de Bourges-5 és un cantó francès del departament del Cher, situat al districte de Bourges. Compta amb part del municipi de Bourges.

## Municipis
- Bourges

## Història
| Data d'elecció                           | Identitat            | Partit | Qualitat |
| ---------------------------------------- | -------------------- | ------ | -------- |
| 1982-1983                                | Maxime Camuzat       | PCF    |          |
| 1983-1998                                | Camille Michel       | UDF    |          |
| 1998-                                    | Jean-Pierre Saulnier | PS     |          |
| les dades anteriors no són pas conegudes |                      |        |          |
|                                          |                      |        |          |